# Comté de Randolph (Missouri)
Pour les articles homonymes, voir Comté de Randolph.
Le comté de Randolph (en anglais : Randolph County) est un comté des États-Unis, situé dans l'État du Missouri. Le siège du comté se situe à Huntsville.

## Histoire
Le comté a été créé en 1829 et nommé en hommage à John Randolph of Roanoke, sénateur du Commonwealth de Virginie.
Durant la guerre de secession, la bataille de Roan's Tan Yard eu y lieu le 8 janvier 1862.

## Géographie
Selon le bureau du recensement des États-Unis, le comté totalise une surface 1.263 km² dont 14 km² d’eau. 

### Comtés voisins
- Comté de Macon  (nord)
- Comté de Monroe  (est)
- Comté d'Audrain (sud-est)
- Comté de Boone  (sud-est)
- Comté de Howard  (sud)
- Comté de Chariton  (ouest)

### Routes principales
- U.S. Route 24
- U.S. Route 63
- Missouri Route 3

## Démographie
Selon le recensement de 2000, sur les 24 663 habitants, on retrouvait 9 199 ménages et 6 236 familles dans le comté. La densité de population était de 20 habitants par km² et la densité d’habitations (10 740 au total)  était de 9 habitations par km². La population était composée de 90,58 % de blancs, de 7,03 % d’afro-américains, de 0,48 % d’amérindiens et de 0,39 % d’asiatiques.
31,40 % des ménages avaient des enfants de moins de 18 ans, 52,7 % étaient des couples mariés. 23,8 % de la population avait moins de 18 ans, 9,6 % entre 18 et 24 ans, 29,3 % entre 25 et 44 ans, 22,4 % entre 45 et 64 ans et 14,8 % au-dessus de 65 ans. L’âge moyen était de 37 ans. La proportion de femmes était de 100 pour 107,5 hommes.
Le revenu moyen d’un ménage était de 31 464 dollars.

## Villes et cités
| - Cairo - Clark | - Clifton Hill - Higbee | - Huntsville - Jacksonville | - Moberly - Renick |